# 교토에서 온 편지
교토에서 온 편지(A Letter from Kyoto)는 한국에서 제작된 김민주 감독의 2022년 드라마 영화이다. 한선화 등이 출연하였다.

## 출연
- 한선화 - 혜영 역
- 차미경 - 화자 역
- 한채아 - 혜진 역
- 송지현 - 혜주 역
- 최현정 - 숙자 역
- 드미트리 주바레프 - 페트로 역